# Юмански народи
Юманските народи (на английски: Yuman Peoples) са група северноамерикански индиански народи, живеещи в долната част на река Колорадо, в пустините и полупустините на южна Калифорния, северозападна Сонора и западна Аризона, както и на полуостров Баха Калифорния. Всички тези народи говорят близки езици, формиращи Езиковото семейство Юма – Кочими. Повечето от юманските племена живеят по река Колорадо. Археологическите доказателства показват, че те присъстват тук от повече от 1000 години.
Преди началото на 20 век юманските народи са слабо познати. Територията им рядко е посещавана от изследователи по време на испанския и мексикански период. По-подробна информация доставя Франциско Гарсес, когато през 1776 г. посещава мохаве и юма, и след това хавасупаи и хуалапаи. Траперите преминават през земите им през 1820-те и 1830-те, но информацията от тях е доста оскъдна. След 1850 г. данните започват постепенно да се увеличават. Алфред Крьобер е първият антрополог, който се заема да изследва тези племена и впоследствие издава серия от трудове, които вдигат мистерията около юманските народи.
Алфред Крьобер класифицира юманските езици в 4 групи:
- Делта – кокопа, кохуана и халийкуамаи
- Речни – кечан (юма), мохаве, марикопа, халчидома, кавелчадум
- Вътрешни – хавасупаи, хуалапаи и явапаи
- Калифорния (северно от 31 меридиан) – дигеньо, камия, паипаи и киливи

Географски и културно тези групи са разделени на три дивизии – Делта и Речни, Вътрешни и Калифорнийски.

## Делта и Речни юмански народи
Под речни юма са класифицирани племената живеещи от двете страни на долното течение на Колорадо и по река Хила. Културно Делта и Речните юма си приличат. Тази дивизия включва племената мохаве, кавелчадум, халийкуамаи, халчидома, кохуана, кокопа, марикопа и юма. Непрекъснатите войни между тези племена води до драстично намаляване на населението им и множество смесвания. До средата на 19 век юманските племена по Колорадо остават само 3 – мохаве, юма и кокопа. Мохаве живеят главно в долината Мохаве и в северната част на долината на Колорадо, откъдето между 1827 и 1829 г. изгонват халчидома. Юма заемат територията от двете страни на Колорадо и устието на Хила. На юг от тях, около делтата на реката живеят кокопа. Към началото на 19 век марикопа живеят в средната част на Хила в южна Аризона, но преди 1700 г. живеят в долната част на Колорадо. Към 1840 г. към марикопа се присъединяват останки от кавелчадум, кохуана, халийкуамаи и халчидома. Тези племена преди това периодично сменят местоположението си. През 1604 г. Хуан де Онате отбелязва халчидома като първото племе на Колорадо около устието на Хила. По-късно отец Еузебио Кино ги споменава северно от устието на Хила. Франциско Гарсес през 1776 г. ги отбелязва в северната част на долината на Колорадо. Онате споменава халийкуамаи на източния бряг на Колорадо близо до кокопа, а Гарсес ги отбелязва северно от кокопа и южно от кахуана. Северно от кахуана живеят камия и юма. Кавелчадум са отбелязани в долното течение на Хила в началото на 19 век.
Хората от тази дивизия са предимно земеделци, които ефикасно използват годишните разливи на река Колорадо, за да отглеждат различни култури. Те не живеят в компактни села, в такива тип ранчерии – всеки дом е разположен на известно разстояние от съседните домове. Основно жилище е правоъгълна дървена постройка покрита с тръстика и пръст. Само при марикопа филищата са кръгли колиби покрити с треви подобни на жилищата на пима. Политическата и социална организация сред тях е слаба. Само при мохаве, юма и марикопа има племенни вождове. При останалите всяко населено място има свой водач с ограничени правомощия. Племената се подразделят на отделни групи, слабо свързани помежду си.
Семейството е основна социална и икономическа единица, но по принцип разширеното семейство е ядрото на населеното място. Хората са организирани в система от екзогамни кланове с патрилокален характер. Бракът обикновено е моногамен и се формализира без конкретни церемонии. Церемониализмът като цяло е слабо развит. Войната е една от основните части на културата им. Мъртвите са кремирани.

## Вътрешни юмански народи
Под вътрешни юма са класифицирани племената обитаващи района южно от Гранд Каньон в северозападна и северната централна част на Аризона. Тази дивизия включва племената хавасупаи, хуалапаи и явапаи. За разлика от речните юмански групи тези племена са предимно полуномади ловци събирачи. Където е възможно и природните дадености позволяват, някои от тях се занимават и по малко със земеделие.
Хавасупаите засаждат култури в Катаракт Каньон, а през зимата скитат из платото Коконино, за да ловуват и да събират диви растителни храни. Хуалапаите живеят на юг и запад от хавасупаите, а явапаите на изток от тях. Тези две групи са предимно ловци-събирачи, но някои техни групи се занимават и по малко със земеделие.
Вътрешните юмански народи си приличат с паютите от Големия басейн. Живеят в колиби от дървени рамки покрити с треви и са разделени на местни групи ръководени от вождове. Вождовете са мъже с авторитет, всяващи респект с ораторските и войнските си способности. Церемониализмът сред тези народи също е слабо развит.